# Proveysieux
Proveysieux este o comună în departamentul Isère din sud-estul Franței. În 2009 avea o populație de 520 de locuitori.

## Evoluția populației
| An        | 1975 | 1982 | 1990 | 1999 | 2006 | 2009 |
| --------- | ---- | ---- | ---- | ---- | ---- | ---- |
| Populație | 260  | 355  | 469  | 479  | 511  | 520  |